# Macronemurus persicus
Macronemurus persicus är en insektsart som först beskrevs av Luisa Eugenia Navas 1915.  Macronemurus persicus ingår i släktet Macronemurus och familjen myrlejonsländor. Inga underarter finns listade i Catalogue of Life.